# Sakija

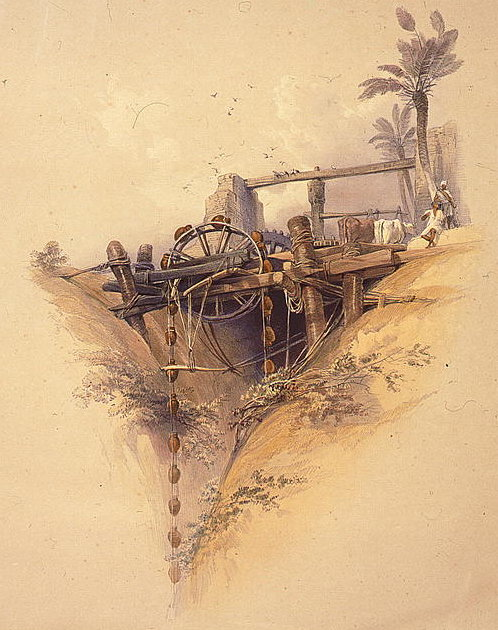
XIX-wieczna sakija używana do melioracji w Nubii (mal. D. Roberts, 1846)

Sakija, koło perskie (sakije, sakiyeh, ind. harat) – urządzenie do podnoszenia poziomu wód. 
Składa się z poziomo ustawionego koła zębatego, poruszającego małe koło pionowe, do którego przymocowano wiele kubłów. Poziome koło jest obracane przez zwierzęta (zazwyczaj jest to wół lub krowa). Zwierzę krąży po specjalnym torowisku. Dosyć często ma zasłonięte oczy, co zapobiega zawrotom głowy. Kubły zamocowane przy kole pionowym zanurzając się w wodzie czerpią ją, a następnie, po wzniesieniu do góry, wlewają do kanału prowadzącego na pole. W zależności od wielkości koła i wysokości, na jaką woda jest podnoszona, a także siły zwierzęcia napędzającego sakije, typowe urządzenie może nawodnić areał 2-5 ha ziemi.